# Totò contro il pirata nero
Totò contro il pirata nero è un film del 1964 diretto da Fernando Cerchio.

## Trama
José è un ladruncolo napoletano che trovandosi a fuggire dalle guardie per un "piccolo" furto, si nasconde in un barile di Rhum della Jamaica sulla banchina del porto di Napoli. Il barile viene però caricato a sua insaputa su una nave pirata. Al momento di provare un po' di quel rum che si rivela tutt'altro, José viene scoperto dai pirati. Gli chiedono spiegazioni che non riesce a dare e temendo che sia una spia lo buttano a mare in pasto ai pescecani. Ma di notte José risale sulla nave, si cambia i vestiti bagnati e si copre con un lenzuolo. Creduto un fantasma semina spavento tra i pirati ma perduto il lenzuolo viene catturato e sottoposto al cappio del boia.
Sfuggendo alla pena in maniera miracolosa viene graziato. Affidato a Uncino, il cuoco della nave, nasce tra i due un'amicizia e José diventa suo aiutante. In un clima confidenziale Uncino sprona José a prendere una spada o a fabbricarsela con un pezzo di ferro nel caso non ne trovi una già pronta. José raccoglie l'invito e si fabbrica la spada con una potente calamita trovata in cucina e utilizzata invece dal cuoco come portafortuna per appendere coltelli, forchettoni, taglierini e quant'altro. Il pirata nero intanto riuscito ad abbordare l'Esperanza, una nave di Sua Maestà Spagnola, ha chiamato i suoi all'arrembaggio.
I pirati sembrano soccombere ma grazie alla sua arma "poderosa" José da solo riesce a gettare fuoribordo l'intera guarnigione spagnola guadagnando la stima dell'equipaggio piratesco e le ire del pirata nero obbligato a promuoverlo ufficiale. A causa del crescente rispetto che José si procura sulla ciurma il capitano tenta invano di farlo fuori prima con l'esplosivo e poi con un tiro al bersaglio. Passano alcuni giorni e il pirata nero con la compiacenza di un misterioso nobile spagnolo ordisce un piano.
Ordina a José e Burrasca di vestirsi da ricchi nobili, l'uno nei panni del marchese di Mendoza e l'altro in quelli del conte di Betancourt, e di intrufolarsi alla corte del governatore spagnolo il quale sta dando un ricevimento per il fidanzamento della figlia Isabella. Compito dei due è di aprire le porte del castello ai pirati sbarcati sull'isola di San Juan e aiutarli nel saccheggio del tesoro celato nei sotterranei. A corte José nonostante sia un po' attempato viene scambiato dal governatore, peraltro duro d'orecchi, per Pablo il figlio di un vecchio amico e i due instaurano una divertente chiacchierata fatta di qui pro quo e malintesi.
Durante la festa José riconosce nel nobile don Carlos d'Aragona, promesso fidanzato della figlia del governatore, l'uomo misterioso. Inoltre viene riconosciuto dal comandante della fortezza, incontrato durante l'arrembaggio della nave spagnola, e dopo, l'annuncio di fidanzamento con don Carlos, scopre Isabella, la figlia del governatore, in dolce compagnia del cadetto Manolo. Vista l'amicizia che pare esserci col padre, la donna chiede a José di intercedere per lei, in cambio della protezione della vita, affinché scongiuri il matrimonio con don Carlos.
Il comandante durante il ballo fa arrestare José con l'accusa di essere pirata, ma Isabella, convinta che sia innocente, lo libera proprio quando inizia il bombardamento e l'attacco pirata alla fortezza. A palazzo il pirata nero ritrova José con nientemeno che la figlia del governatore. Deluso per non aver potuto mettere le mani sul tesoro in mancanza della mappa, perduta da José e Burrasca, la rapisce e la tiene in ostaggio in una stanza della locanda. Qui arriva José in volo sfondando la finestra appena chiusa per aiutare la ragazza a fuggire ma non fanno in tempo a calarsi che giunge anche il pirata nero con l'intento maldestro di farla sua.
A questo punto José, scoperto, la salva dalle attenzioni del pirata e ingaggia un duello esilarante col suo vecchio capo, mettendolo alla fine fuori combattimento. Nella locanda, in cui era presente anche don Carlos, fanno irruzione i soldati spagnoli, guidati da Manolo il cadetto amato da Isabella, che accompagnati dal governatore arrestano tutti i pirati compreso il traditore, liberano gli ostaggi e lasciano libero José. José ritorna alla sua vecchia vita, a rubare galline nel porto di Napoli. Questa volta però sebbene inseguito, memore delle disavventure passate, si rifiuta di nascondersi nell'infido barile di rum.

## Distribuzione
Il film venne distribuito nelle sale cinematografiche italiane il 27 marzo 1964.

## Critica
- Lasciato in completa libertà, Totò si abbandona ai suoi lazzi e ai suoi giochi di parole, fino a toccare qua e là punte surrealistiche (le sbarre del carcere suonate come un'arpa, la scalata del muraglione, ecc.) che la regia, quantomai sciatta, purtroppo non sviluppa (Ugo Casiraghi).
- Ridiamo, allora, con Totò pirata per forza. L'avevamo lasciato generale in pensione impegnato nella costruzione di un personaggio, lo ritroviamo in una macchietta senza controllo a ruota libera. È sempre bravissimo, ed alcuni frammenti sono irresistibili, estrosamente montati con le risorse della sua maschera e i giochi irrefrenabili di parole (Alberico Sala).

## Curiosità
- Mario Petri era principalmente un cantante lirico, ma alla metà degli anni '60 interpretò diversi film del genere allora in voga, che andava dal peplum al piratesco. Tuttavia dopo la parentesi del cinema tornerà in pieno a dedicarsi alla lirica. Morirà nel 1985 a 63 anni per un ictus.
- La recitazione stentorea di Mario Petri, prestato al cinema peplum per via del fisico piazzato, risulta avere un effetto negativo sulla prestazione attoriale di Totò, il cui personaggio viene continuamente zittito dalla prepotenza del "Pirata Nero".
- Alcune gag corporali di Totò sono ispirate alle gag delle comiche di Laurel & Hardy.
- Essendo low-budget, tutto il film è girato in teatro di posa, e nessuna scena è filmata in esterni. Le scene dei generici combattimenti navali sono prese da film pirateschi stranieri.
- Giacomo Furia appare affaticato, in quanto recitò con la febbre alta.
- Mario Castellani, spalla abituale di Totò, è relegato ad un ruolo di secondo piano. Il compito di "spalla" comica è affidato ad Aldo Giuffrè, che però risulta inefficace.